# فايدو من إيلس
فايدو من إيلس (بالإغريقية: Φαίδων ὁ Ἠλεῖος) هو فيلسوف إغريقي من منطقة إيلس التاريخية، ولد عام 401 ق.م. أُسر في صباه واستخدم كعبد، ثم قابل الفيلسوف سقراط في أثينا، الذي أعجب بفكره وأطلق سراحه. كما أن فايدو كان موجوداً عند وفاة سقراط، وسمى أفلاطون أحد حواراته الكبرى في المرحلة الوسطى باسم «فايدو».
عاد إلى مسقط رأسه في إليس وأسس مدرسة للفلسفة سماها مدرسة إليان. ورغم أن توجهاته المذهبية والفكرية غير معروفة تماماً، إلا أن مدرسته بقيت بعد وفاته، وتم نقلها إلى إريتريا من قِبل تلميذه مينديموس، حيثُ أصبح اسمها مدرسة إريتيريا.

## حياته
ولد فايدو في آخر سنوات القرن الخامس قبل الميلاد، في منطقة إيلس ونشأ فيها. تم أسره في شبابه، وكانت المعركة التي أسر فيها هي المعركة بين إسبارطة وإيلس (402-401 ق.م)، والتي تحالف فيها الأثينيون مع الإسبارطيون، وبعد أسره تم نقله إلى تاجر عبيد من أثينا، وخاصةً أنه كان يتمتع بجمال كبير في المظهر، وأثناء فترة استعباده أجبر على ممارسة الدعارة بشكل قسري.
خلال سنتان من وجود فايدو في أثينا، كانت الفرصة متاحة للقاء سقراط، والتي سمحت بتوطيد العلاقة بينهما. وبحسب ديوجانس اللايرتي تمت فديته بواسطة أحد أصدقاء سقراط. وذكر في موسوعة سودا أن فايدو التقى مع سقراط بالصدفة، وأنه توسل إليه من أجل دفع فديته، وتتوقع المصادر المختلفة أن الرجل الذي دفع فديته قد يكون سبياس أو ألكيبيادس أو كريتو من ألوبيكو. وقد ذكر أيضاً أن سبياس قد أصبح صديقاً مقرباً لفايدو وعلمه الفلسفة. وكان فايدو حاضراً عند وفاة سقراط عام 399 ق.م، وكان صغيراً آنذاك لدرجة أن سقراط قام بتسريح شعره الذي كان طويلاً بطريقة سبارتان.
من المحتمل أن يكون فيدو صديقًا لأفلاطون من الطريقة التي تم بها تقديمه في حوار أفلاطون «فايدو» الذي أخذ اسمه منه. ومع ذلك ذكر أثينايوس أن أفلاطون وفايدو كانا أعداء لدرجة أن الأخير نفى كل وجهات النظر التي نسبها إليه أفلاطون.
وتسرد الكتب أن فيدو عاش في أثينا لفترة قصيرة بعد وفاة سقراط. ثم عاد إلى إيلس، حيث أصبح مؤسس مدرسة للفلسفة. وكان من بين تلاميذه بليستانوس وموسكوس وأنشيبايلوس الذين أكملوا مسيرته. بعد ذلك قام مينديموس وأسكليبيادس بنقل المدرسة إلى إريتريا، حيث كانت تُعرف باسم مدرسة إريتريا، وكثيراً ما يطلق عليها اسم المدرسة الميغارية من أمثال شيشرون.

## أعماله
إن المذهب والأفكار التي اتبعها فايدو غير معروفة، ولا يمكن استنتاجها من حوار أفلاطون الذي يحمل اسمه. وكان كتاباته كلها على شكل حوارات، لكن لم يتم حفظ أي منها. وفيما يتعلق  بالأصالة فلا شيء معروف، على الرغم من محاولة بانتيوس التحقق منها، والذي تحقق من أصالة العديد من الفلاسفة المجهولين.
وذكرت موسوعة سودا أن سيمياس وألكيبيادس وكريتولاس كانا من طلابه وناقلين لأفكاره. وقد احتفظ لوكيوس سينيكا بأحد أقواله عن نتائج مصاحبة الأشخاص الجيدين أو السيئين: